# تدمي المهبل
تدمي المهبل هي حالة مرضية يمتلئ فيها المهبل بدم الطمث، تحدث عادةً في حالة البكارة الرتقاء، و قد تحدث في متلازمة روبينوف و الرحم المزدوج و غيرهما من العيوب الخلقية.

## الأعراض
تعاني المريضة من انقطاع الطمث و ألم في البطن.

## التشخيص
عن طريق التصوير بالموجات فوق الصوتية؛ إذ تظهر في الغالب كتلة ماصة للصدى بطول المهبل، و لا تشمل الرحم.

## العلاج
يتم علاجها جراحياً عن طريق بَضعُ غشاء البكارة أو غيرها من الجراحات لإزالة أية أنسجة تعيق مرور الدم.